# T77 (ЗСУ)
Многоствольный самоходный пулемёт калибра .50 T77 (англ. Multiple Caliber .50 Gun Motor Carriage T77) — опытная зенитная самоходная установка, созданная в 1943—1945 годах на шасси M24. Вооружение T77 состояло из шести 12,7-мм пулемётов M2HB, установленных в новой вращающейся башне с 13-мм бронированием. В апреле 1944 года был выдан заказ на постройку двух прототипов. Первый из них был закончен в июле 1945 года и передан Абердинскому полигону на испытания. Второй прототип, получивший обозначение T77E1, отличался улучшенной системой управления огнём. В связи с окончанием войны на вооружение ни один из этих вариантов принят не был, а выпущенные прототипы впоследствии продолжительное время использовались для испытания новых орудийных систем.